# Jordana Brewster
Jordana Brewster (Panama-Stad, 26 april 1980) is een Amerikaans filmactrice.

## Biografie
Brewster woonde tot haar zesde jaar in Londen, waarna ze verhuisde naar Rio de Janeiro, haar moeders geboorteplaats. Daar verbleef ze vier jaar, waarin ze goed Portugees leerde spreken. Daarna verhuisde Brewster met haar ouders naar Manhattan (New York). Zij studeerde aan een katholieke universiteit. Tijdens haar tienertijd begon zij met acteren in de soapseries As the World Turns en All My Children. Brewster maakte in 1998 haar filmdebuut in The Faculty. Ze studeerde af in 2003 aan Yale-universiteit.
Zij had een relatie met acteur Mark Wahlberg (februari 2000 - juni 2001). Brewster trouwde op 6 mei 2007 met filmproducent Andrew Form.

## Filmografie

### Film
- Heart Eyes (2025) - Jeanine Shaw
- Fast X (2023) - Mia Toretto
- F9 (2021) - Mia Toretto
- Hooking Up (2020) - Tanya
- Random Acts of Violence (2019) - Kathy
- Furious 7 (2015) - Mia Toretto
- Home Sweet Hell (2015) - Dusty
- American Heist (2014) - Emily
- Fast & Furious 6 (2013) - Mia Toretto
- Fast Five (2011) - Mia Toretto
- Fast & Furious (2009) - Mia Toretto
- The Texas Chainsaw Massacre: The Beginning (2006)
- Friendly Fire (2006) - Echtgenote
- Annapolis (2006) - Ali
- Nearing Grace (2005) - Grace Chance
- D.E.B.S. (2004) - Lucy Diamond
- The Fast and the Furious (2001) - Mia Toretto
- The Invisible Circus (2001) - Phoebe
- The Faculty (1998) - Delilah Profitt

### Televisie
- Magnum P.I. (2019) - Hannah
- Lethal Weapon (2016-2019) - Maureen Cahill
- Secrets and Lies (2016) - Kate Warner
- American Crime Story (2016) - Denise Brown
- Dallas (2012-2014) - Elena Ramos
- Chuck (2008-2009) - Jill Roberts
- The '60s (1999) - Sarah Weinstock
- As the World Turns (1995-2001) - Nikki Munson
- All My Children (1995) - Anita Santos